# Výdaj
Výdaje (anglicky expenditure) jsou součástí cash flow (peněžního toku). Jedná se o rozdíl peněz, na rozdíl od nákladů, které vznikají již se závazkem a ke konečnému převodu peněz nemusí dojít. Stejný princip vede k rozlišení příjmů (peněžního toku) a výnosů.
V literatuře je možné rozlišit i kapitálový výdaj, ten je součástí výpočtu čisté současné hodnoty.